# Ордабай (Западно-Казахстанская область)
Ордабай (каз. Ордабай) — село в Казталовском районе Западно-Казахстанской области Казахстана. Входит в состав Кошанколского сельского округа. Находится примерно в 31 км к западу от села Казталовка. Код КАТО — 274857300.
Село расположено в 2 км к западу от реки Малый Узень, по которой в окрестностях села проходит казахстанско-российская граница.

## Население
В 1999 году население села составляло 282 человека (146 мужчин и 136 женщин). По данным переписи 2009 года, в селе проживал 251 человек (122 мужчины и 129 женщин).